# Samuil Vulcan

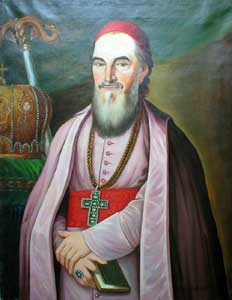
Samuil Vulcan (1760–1839), Bischof von Großwardein 1807–1839

Samuil Vulcan (* Oktober 1760 in Blaj (deutsch: Blasendorf, ung: Balázsfalva), Siebenbürgen, Königreich Ungarn (im heutigen Rumänien); † 25. Dezember 1839 in Oradea (Nagyvárad, Großwardein)) war Bischof von Oradea der Rumänischen griechisch-katholischen Kirche.

## Leben
Samuil (Samuel) Vulcan besuchte die Grundschule und die Sekundarstufe, studierte an der Akademie in Nagyvárad, ging zum Studium der Theologie nach Wien und empfing 1784 die Priesterweihe. 1785 ging er zu weiteren Studien nach Lemberg. 1790 wurde er Mitglied des Domkapitels in Oradea. Am 12. September 1806 wurde er zum Bischof von Oradea gewählt. Dies Wahl wurde am 23. März 1807 von Papst Pius VII. bestätigt. Zum Bischof geweiht wurde er am 7. Juni 1807 durch Ioan Bob, dem Bischof von Făgăraș. Er vollendete die Kathedralkirche in Oradea, gründete 1836 ein griechisch-katholisches Gymnasium und war königlicher Berater.
Er starb am 25. Dezember 1839 und wurde in der neuen Kathedrale beigesetzt.